# Suzuki Katsuhiro
Katsuhiro Suzuki (sinh ngày 26 tháng 11 năm 1977) là một cầu thủ bóng đá người Nhật Bản.

## Sự nghiệp câu lạc bộ
Katsuhiro Suzuki đã từng chơi cho Avispa Fukuoka, Sagan Tosu, Volca Kagoshima và Rosso Kumamoto.